# Наблюдение за китами

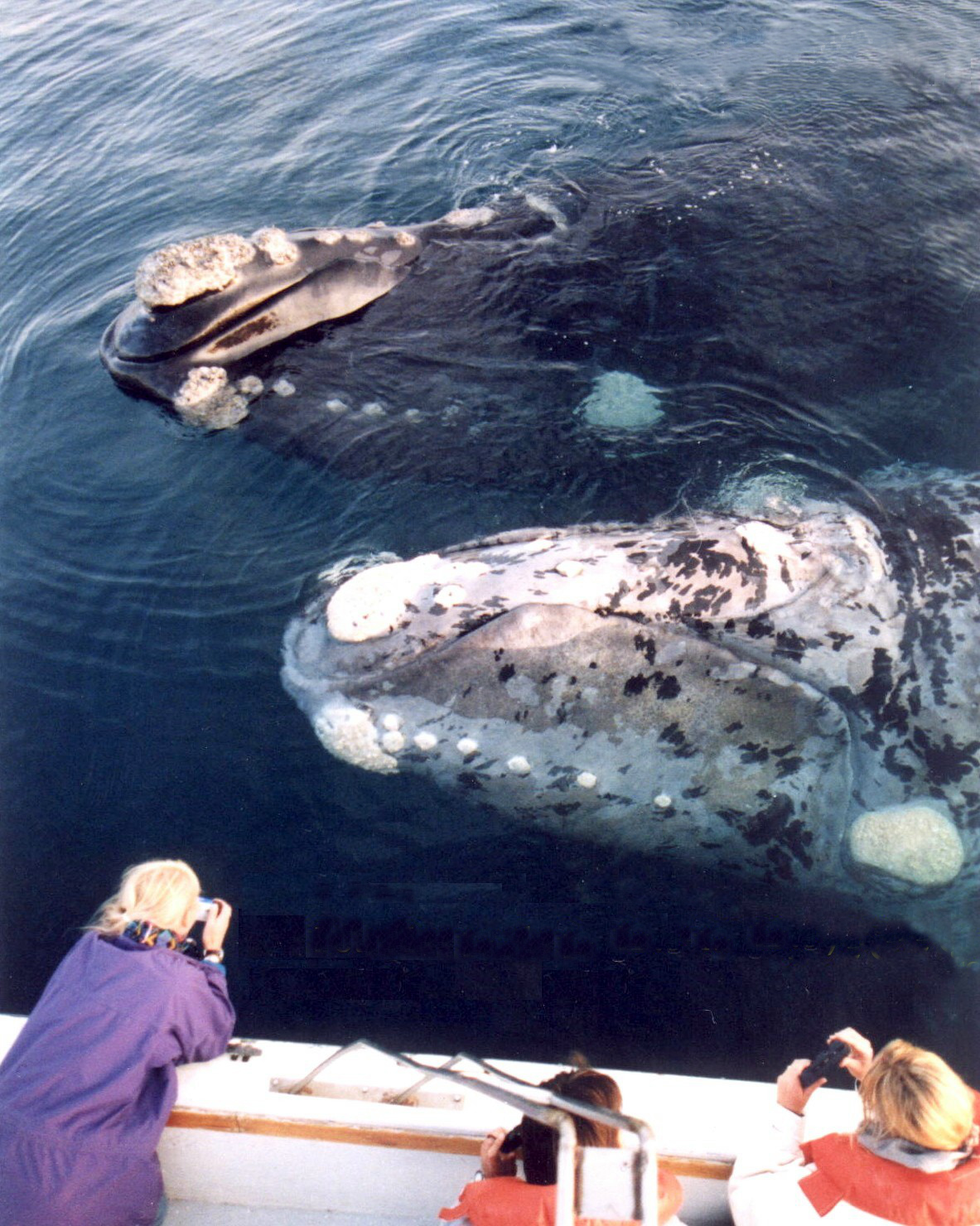
Наблюдение за китами

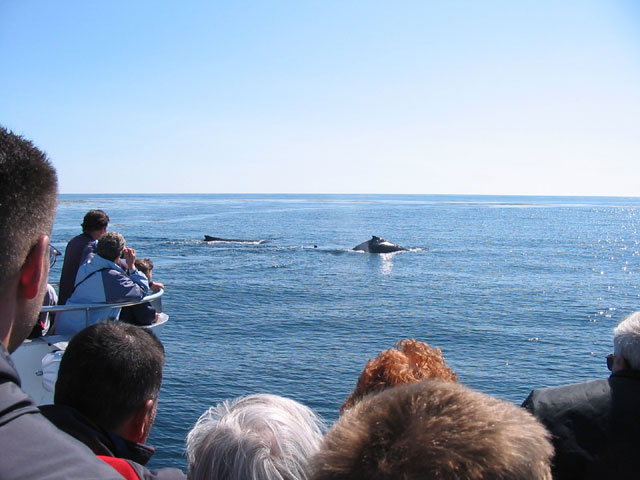
Наблюдение за китами у побережья Бар-Харбора, штат Мэн

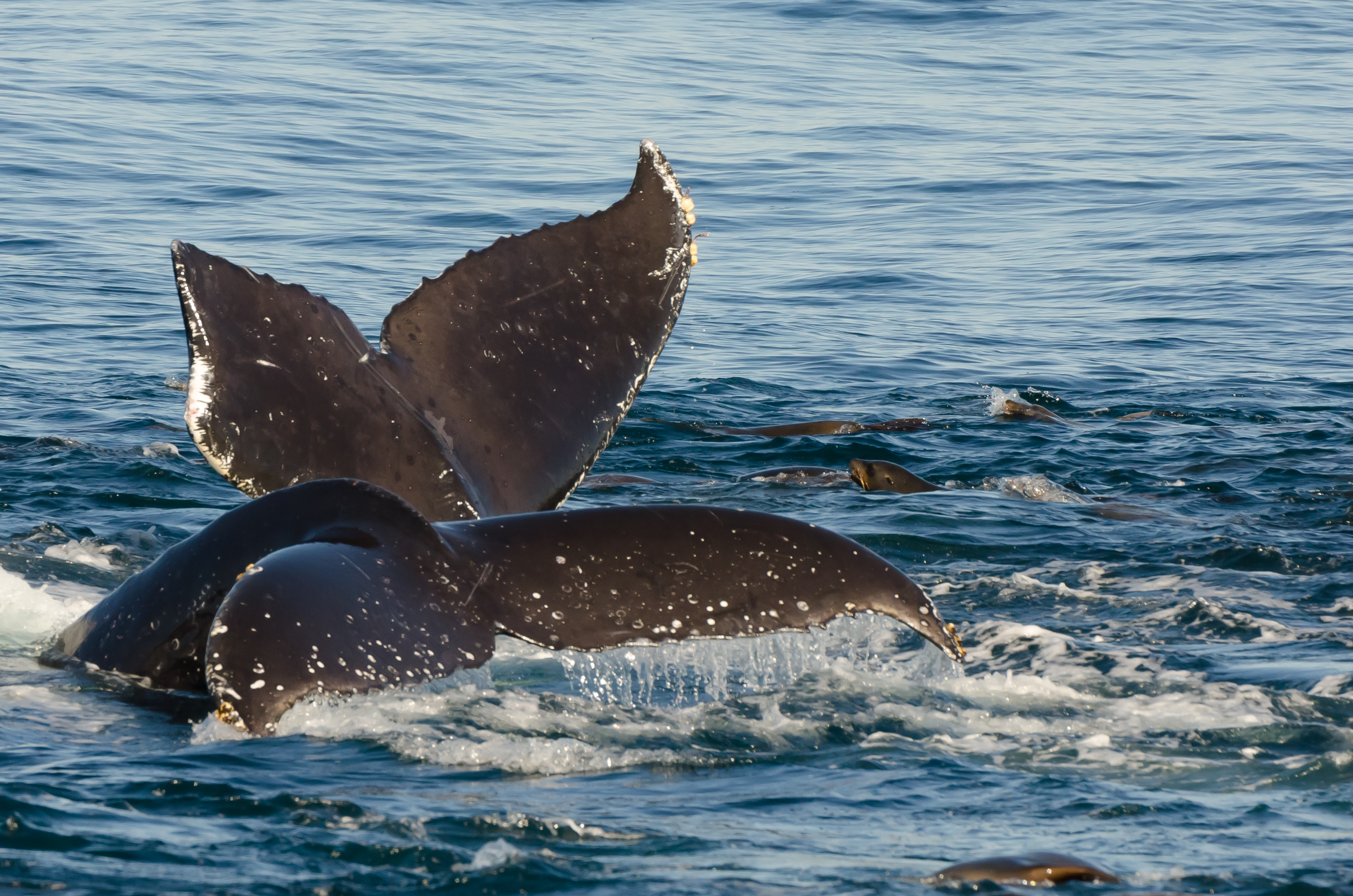
Горбатые киты и калифорнийские морские львы в заливе Монтерей, 2013

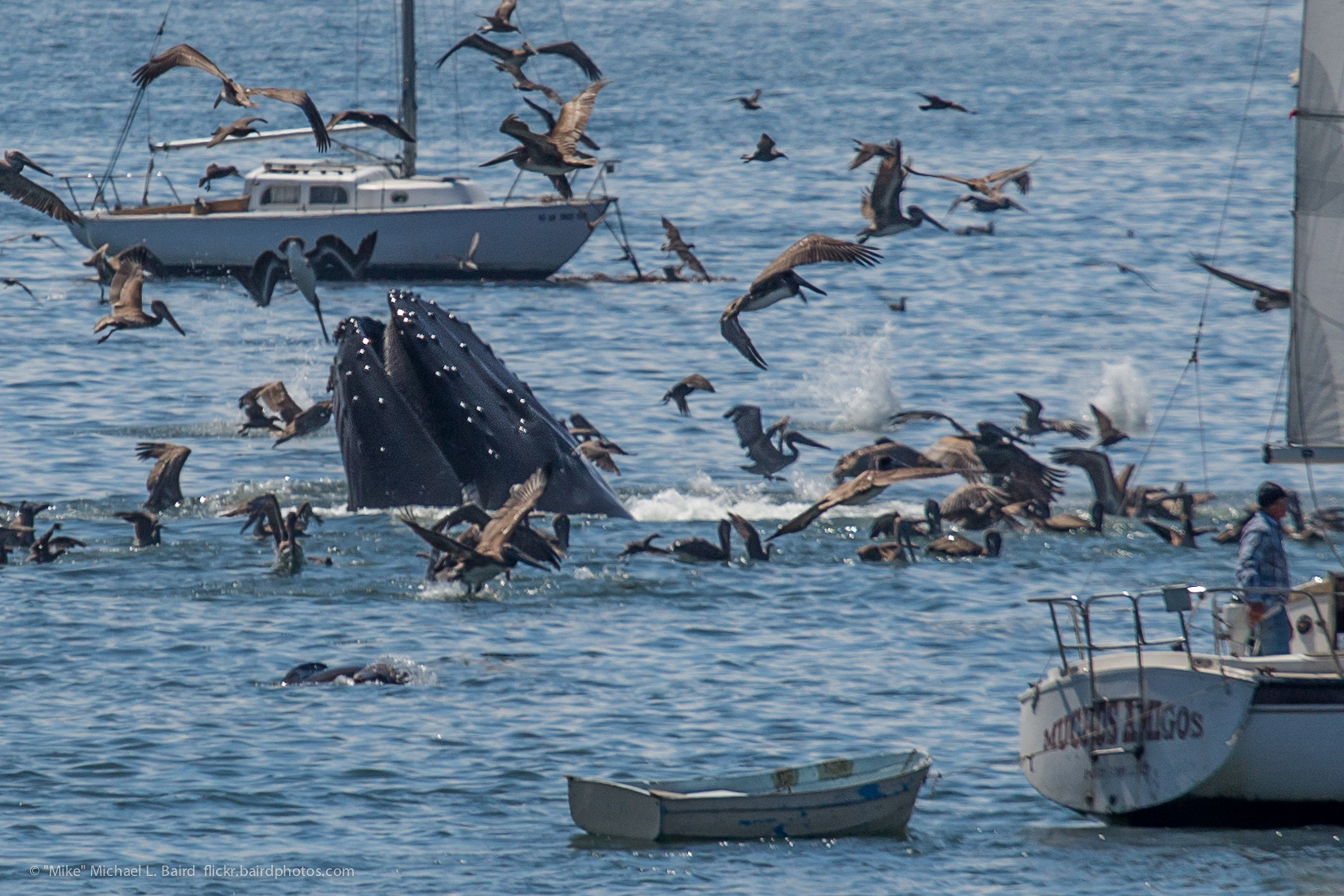
Горбатый кит и коричневые пеликаны у пляжа Авила, Калифорния

Наблюдение за китами — практика наблюдения за китами, дельфинами и другими китообразными в их естественной среде обитания. Это в основном рекреационная деятельность (см. также Наблюдение за птицами), но она также может служить научным и/или образовательным целям. Исследование, выполненное для Международного фонда защиты животных в 2009 году, показало, что в 2008 году во всем мире за китами наблюдали 13 миллионов человек. Наблюдение за китами приносит ежегодный доход от туризма в размере 2,1 млрд долл. США; в этой области занято около 13 000 человек. Масштабы и быстрый рост отрасли привели к сложным и продолжающимся спорам с китобойной промышленностью о наилучшем использовании китов в качестве природного ресурса .

## История
Организованное наблюдение за китами началось в 1950 году в США, когда Национальный монумент Кабрильо в Сан-Диего был объявлен общественным местом для наблюдения за миграцией серых китов. В первый год зрелище привлекло 10 000 посетителей. В 1955 году в том же районе начались первые наблюдения за китами с воды. Клиенты платили по 1 долл. США за поездку, чтобы увидеть китов вблизи. В течение следующего десятилетия это занятие распространилось по всему западному побережью США .
В 1971 году Монреальское зоологическое общество начало коммерческую деятельность по наблюдению за китами на восточной стороне Северной Америки, предлагая поездки по реке Святого Лаврентия, чтобы посмотреть на финвалов и белух.
В 1984 году Эрих Хойт, специалист по косаткам из Британской Колумбии, опубликовал первую книгу по наблюдению за китами: The Whale Watcher’s Handbook.